# جون هيلت
جون هيلت (بالدنماركية: John Helt)‏ (ولد في 29 ديسمبر 1959) وهو لاعب خط وسط في كرة القدم لعب أول مرة سنة 1978 مع فريق«لينغبي بولدكلوب» الدنماركي وحصل معه سنة 1983 على بطولة الدنمارك وسنة 1984 على جوائز كأس الدنمارك ثم انتقل للعب في صفوف نادي«بروندبي إف» الدنماركي وحصل معه على بطولة الدنمارك سنة 1985 ثم عاد إلى نادي «لينغبي» وساعده في الحصول على كأس الدنمارك سنة 1990 وأنهى مشواره الكروي مع «لينغبي» في نونبر سنة 1991 بعد أن لعب 378 مباراة وحاز عشر مرات على لقب هداف الدوري الدنماركي كما لعب هيلت 39 مباراة لصالح منتخب بلاده ما بين سنة 1982و1990 ومثل الدنمارك في بطولة كأس الأمم الأوربية سنة 1988

## مسيرته الكروية
لعب جون هيلت خلال مسيرته الاحترافية مع 3 أندية في ثلاثة عشر موسمًا وسجل خلالها 10 أهداف ضمن 309 مباراة. حيث فاز في موسمين بالكأس وفي ثلاثة مواسم بالدوري.
خاض جون هيلت مسيرته مع نادي لينغبي في موسم 1980 في المرة الأولى ليلعب معه خمسة مواسم ثم في موسم 1987 ليلعب معه خمسة مواسم، مشاركًا طوالها في 254 مباراة سجل خلالها 10 أهداف. ثم انتقل إلى نادي بروندبي في عامي 1985-1987 ولمدة موسمين، حيث شارك في 37 مباراة ولم يسجل أي هدف. لينتقل بعدها إلى نادي سوشو في موسم 1986–87 لمدة موسم واحد، مشاركًا في 18 مباراة ولم يسجل أي هدف أيضًا.

## وصلات خارجية
- جون هيلت على موقع قاعدة بيانات كرة القدم.إي يو (الإنجليزية)
- جون هيلت على موقع ناشيونال فوتبول تيمز (الإنجليزية)
- جون هيلت على موقع عالم كرة القدم.نت (الإنجليزية)
- موقع المنتخب الوطنى الدنماركى.